# Most Czterech Lwów
Most Czterech Lwów (ros. Львиный мост) – kładka dla pieszych w Petersburgu stanowiąca przeprawę nad Kanałem Gribojedowa. Kładkę zbudowano w 1825 roku według projektu dwóch znakomitych budowniczych mostów Wilhelma von Traitteura i Basila Christianowicza, jej długość wynosi około 28 metrów, a szerokość 2,2 metra. Konstrukcja kładki została podwieszona na kablach, które zakotwiczono w pyskach czterech żeliwnych posągów lwów autorstwa Pawła Pietrowicza Sokolowa umieszczonych po obu jej stronach, stąd też wzięła się nazwa kładki. W 2000 roku most przeszedł gruntowny remont, odrestaurowano figury lwów, także ich kolor wrócił do pierwotnego białego koloru.